# Truth (film)
Truth är en amerikansk biografifilm/dramafilm från 2015 i regi av James Vanderbilt, som även har skrivit manus. Filmen, som premiärvisades den 12 september 2015, samt hade amerikansk biopremiär den 16 oktober samma år, är baserad på den amerikanska TV-nyhetsproducenten Mary Mapes memoarer med titeln Truth and Duty: The Press, the President and the Privilege of Power. I huvudrollen som Mary Mapes syns Cate Blanchett, tillsammans med Robert Redford, som spelar rollen som nyhetsankaret Dan Rather.
Filmen släpptes på DVD i Sverige av Scanbox Entertainment den 4 april 2016.

## Handling
Filmens handling utspelar sig under år 2004, och kretsar sig kring CBS-profilerna Mary Mapes och Dan Rather, som under George W. Bushs andra presidentkampanj avslöjar hur han har använt sitt namn och sina privilegier för att slippa tjänstgöra som soldat i Vietnamkriget.

## Rollista (i urval)
| Cate Blanchett       | – Mary Mapes                          |
| Robert Redford       | – Dan Rather                          |
| Topher Grace         | – Mike Smith                          |
| Dennis Quaid         | – Roger Charles                       |
| Elisabeth Moss       | – Lucy Scott                          |
| Bruce Greenwood      | – Andrew Heyward                      |
| David Lyons          | – Josh Howard                         |
| John Benjamin Hickey | – Mark Wrolstad                       |
| Stacy Keach          | – Bill Burkett                        |
| Noni Hazlehurst      | – Nicki Burkett                       |
| Dermot Mulroney      | – Lawrence Lanpher                    |
| Rachael Blake        | – Betsy West                          |
| Andrew McFarlane     | – Dick Hibey                          |
| William Devane       | – Robert "Bobby" Hodges (telefonröst) |
| Philip Quast         | – Ben Barnes                          |

## Produktion
Filmen är baserad på Mary Mapes memoarer Truth and Duty: The Press, the President and the Privilege of Power från 2005. Den producerades av Mythology Entertainment. Filmen hade varit under utveckling sedan år 2007.
I juli 2014 meddelades det att Robert Redford och Cate Blanchett hade fått rollen som CBS-nyhetsankaret Dan Rather, respektive 60 Minutes Wednesday-producenten Mary Mapes. I september samma år fick Elisabeth Moss rollen som den assisterande CBS-producenten Lucy Scott i filmen, följt av Dennis Quaid i rollen som översten Roger Charles. Senare i oktober fick Topher Grace och John Benjamin Hickey roller i filmen som forskaren Mike Smith och Mapes make Mark Wrolstad. Bruce Greenwood fick senare samma månad rollen som Andrew Heyward. I november blev David Lyons rollsatt som 60 Minutes exekutiva producent, tillika Mapes handledare, Josh Howard. Det avslöjades senare att Stacy Keach hade blivit rollsatt i filmen. Mandy Walker var filmfotograf, medan Fiona Crombie var produktionsdesigner. Brian Tyler stod för all filmmusik i filmen.

### Inspelning
Filmen hade en produktionsbudget på mer än 9,6 miljoner dollar. Inspelningen påbörjades i Sydney i Australien i oktober 2014, med en planerad inspelningstid på totalt åtta veckor.